# Pargny-sur-Saulx
Pargny-sur-Saulx település Franciaországban, Marne megyében. Lakosainak száma 1700 fő (2022. január 1.). Pargny-sur-Saulx Heiltz-le-Maurupt, Cheminon, Étrepy, Maurupt-le-Montois és Sermaize-les-Bains községekkel határos.

## Népesség
A település népességének változása:
| Lakosok száma | 2731 | 2786 | 2333 | 1967 | 1979 | 1912 | 1855 | 1766 | 1723 | 1700 |
|               | 1968 | 1982 | 1990 | 2006 | 2013 | 2015 | 2017 | 2019 | 2020 | 2022 |